# Futbolista estonià de l'any
El premi al Futbolista estonià de l'any (en estonià: Eesti aasta parim jalgpallur) és un premi honorífic anual que s'atorga al futbolista de nacionalitat estoniana amb millor rendiment de l'any respectiu. El premi es lliura des de 1992. Del 1992 al 1994, el guanyador el triava el diari Päevaleht, del 1995 al 2000, el diari Eesti Päevaleht, i els anys 2002 i 2003 pels periodistes de futbol d'Estònia (EJAK). L'Associació de Futbol d'Estònia (EJL) també va nomenar el seu jugador de l'any des de 1994 fins a 2003. Des del 2004, el guanyador és escollit pels representants de l'Associació de Futbol d'Estònia i els periodistes de futbol. Ragnar Klavan és qui més cops ha aconseguit el guardó amb un total de set vegades. L'actual guanyador és el central del Sankt Pauli Karol Mets.

## Historial
| Year | Player               | Club              |
| ---- | -------------------- | ----------------- |
| 1992 | Urmas Hepner         | Kuusankosken Kumu |
| 1993 | Mart Poom            | Flora             |
| 1994 | Mart Poom            | FC Wil            |
| 1995 | Martin Reim          | Flora             |
| 1996 | Marek Lemsalu        | Flora             |
| 1997 | Mart Poom            | Derby County      |
| 1998 | Mart Poom*           | Derby County      |
| 1998 | Urmas Kirs**         | Flora             |
| 1999 | Andres Oper          | AaB               |
| 2000 | Mart Poom            | Derby County      |
| 2001 | Indrek Zelinski**    | AaB               |
| 2002 | Andres Oper***       | AaB               |
| 2002 | Raio Piiroja**       | Flora             |
| 2003 | Mart Poom            | Sunderland        |
| 2004 | Andrei Stepanov      | Torpedo Moscou    |
| 2005 | Andres Oper          | Roda JC           |
| 2006 | Raio Piiroja         | Fredrikstad       |
| 2007 | Raio Piiroja         | Fredrikstad       |
| 2008 | Raio Piiroja         | Fredrikstad       |
| 2009 | Raio Piiroja         | Fredrikstad       |
| 2010 | Konstantin Vassiljev | Nafta Lendava     |
| 2011 | Konstantin Vassiljev | Amkar Perm        |
| 2012 | Ragnar Klavan        | FC Augsburg       |
| 2013 | Konstantin Vassiljev | Amkar Perm        |
| 2014 | Ragnar Klavan        | FC Augsburg       |
| 2015 | Ragnar Klavan        | FC Augsburg       |
| 2016 | Ragnar Klavan        | Liverpool         |
| 2017 | Ragnar Klavan        | Liverpool         |
| 2018 | Ragnar Klavan        | Cagliari          |
| 2019 | Ragnar Klavan        | Cagliari          |
| 2020 | Rauno Sappinen       | Flora             |
| 2021 | Rauno Sappinen       | Flora             |
| 2022 | Joonas Tamm          | FCSB              |
| 2023 | Karol Mets           | FC St. Pauli      |
| 2024 | Karol Mets           | FC St. Pauli      |

### Palmarès
| Títols | Futbolista           | Anys                                     |
| ------ | -------------------- | ---------------------------------------- |
| 7      | Ragnar Klavan        | 2012, 2014, 2015, 2016, 2017, 2018, 2019 |
| 6      | Mart Poom            | 1993, 1994, 1997, 1998, 2000, 2003       |
| 5      | Raio Piiroja         | 2002, 2006, 2007, 2008, 2009             |
| 3      | Andres Oper          | 1999, 2002, 2005                         |
| 3      | Konstantin Vassiljev | 2010, 2011, 2013                         |
| 2      | Rauno Sappinen       | 2020. 2021                               |
| 2      | Karol Mets           | 2023. 2024                               |
| 1      | Urmas Hepner         | 1992                                     |
| 1      | Martin Reim          | 1995                                     |
| 1      | Marek Lemsalu        | 1996                                     |
| 1      | Urmas Kirs           | 1998                                     |
| 1      | Indrek Zelinski      | 2001                                     |
| 1      | Andrei Stepanov      | 2004                                     |
| 1      | Joonas Tamm          | 2022                                     |

#### Palmarès per club
| Títols | Club              | Jugadors                                                                        | Anys                                     |
| ------ | ----------------- | ------------------------------------------------------------------------------- | ---------------------------------------- |
| 7      | Flora             | Mart Poom, Martin Reim, Marek Lemsalu, Urmas Kirs, Raio Piiroja, Rauno Sappinen | 1993, 1995, 1996, 1998, 2002, 2020, 2021 |
| 4      | Fredrikstad       | Raio Piiroja                                                                    | 2006, 2007, 2008, 2009                   |
| 3      | Derby County      | Mart Poom                                                                       | 1997, 1998, 2000                         |
| 3      | AaB               | Andres Oper, Indrek Zelinski                                                    | 1999. 2001. 2002                         |
| 3      | FC Augsburg       | Ragnar Klavan                                                                   | 2012, 2014, 2015                         |
| 2      | Amkar Perm        | Konstantin Vassiljev                                                            | 2011, 2013                               |
| 2      | Liverpool         | Ragnar Klavan                                                                   | 2016, 2017                               |
| 2      | Cagliari          | Ragnar Klavan                                                                   | 2018, 2019                               |
| 2      | FC St. Pauli      | Karol Mets                                                                      | 2023, 2024                               |
| 1      | Kuusankosken Kumu | Urmas Hepner                                                                    | 1992                                     |
| 1      | FC Wil            | Mart Poom                                                                       | 1994                                     |
| 1      | Sunderland        | Mart Poom                                                                       | 2003                                     |
| 1      | Torpedo Moscou    | Andrei Stepanov                                                                 | 2004                                     |
| 1      | Roda JC           | Andres Oper                                                                     | 2005                                     |
| 1      | Nafta Lendava     | Konstantin Vassiljev                                                            | 2010                                     |
| 1      | FCSB              | Joonas Tamm                                                                     | 2022                                     |

#### Palmarès per lliga
| Títols | Lliga         | Clubs                               | Jugadors                                                                        | Anys                                     |
| ------ | ------------- | ----------------------------------- | ------------------------------------------------------------------------------- | ---------------------------------------- |
| 7      | Estònia       | Flora                               | Mart Poom, Martin Reim, Marek Lemsalu, Urmas Kirs, Raio Piiroja, Rauno Sappinen | 1993, 1995, 1996, 1998, 2002, 2020, 2021 |
| 6      | Anglaterra    | Derby County, Liverpool, Sunderland | Mart Poom, Ragnar Klavan                                                        | 1997, 1998, 2000, 2003, 2016, 2017       |
| 5      | Alemanya      | FC Augsburg, FC St. Pauli           | Ragnar Klavan, Karol Mets                                                       | 2012, 2014, 2015, 2023, 2024             |
| 4      | Noruega       | Fredrikstad                         | Raio Piiroja                                                                    | 2006, 2007, 2008, 2009                   |
| 3      | Dinamarca     | AaB                                 | Andres Oper, Indrek Zelinski                                                    | 1999. 2001. 2002                         |
| 3      | Rússia        | Amkar Perm, Torpedo Moscou          | Giorgi Kinkladze                                                                | 2004, 2011, 2013                         |
| 2      | Itàlia        | Cagliari                            | Ragnar Klavan                                                                   | 2018, 2019                               |
| 1      | Finlàndia     | Kuusankosken Kumu                   | Urmas Hepner                                                                    | 1992                                     |
| 1      | Suïssa        | FC Wil                              | Mart Poom                                                                       | 1994                                     |
| 1      | Països Baixos | Roda JC                             | Andres Oper                                                                     | 2005                                     |
| 1      | Eslovènia     | Nafta Lendava                       | Konstantin Vassiljev                                                            | 2010                                     |
| 1      | Romania       | FCSB                                | Joonas Tamm                                                                     | 2022                                     |